# ديفيد مونتيرو (لاعب كرة قدم)
ديفيد مونتيرو (بالإسبانية: David Montero del Río)‏ هو لاعب كرة قدم إسباني في مركز حراسة المرمى، ولد في 12 مارس 1985 في شلمنقة في إسبانيا. شارك مع منتخب إسبانيا تحت 18 سنة لكرة القدم ومنتخب إسبانيا تحت 19 سنة لكرة القدم. أما مع النوادي، فقد لعب مع نادي سالامانكا ونادي غوادالاخارا ونادي غيخيليو.

## وصلات خارجية
- ديفيد مونتيرو (لاعب كرة قدم) على موقع قاعدة بيانات كرة القدم.إي يو (الإنجليزية)
- ديفيد مونتيرو (لاعب كرة قدم) على موقع Soccerway.com (الإنجليزية)
- ديفيد مونتيرو (لاعب كرة قدم) على موقع AS.com (الإسبانية)